# República de Lituania (1918-1940)
Lituania durante el período de entreguerras, oficialmente la República de Lituania (en lituano: Lietuvos Respublika) fue un estado ubicado en Europa septentrional a orillas del mar Báltico después de la derrota del Imperio alemán en la Primera Guerra Mundial y la revolución rusa de 1917 que provocó la restauración de un estado lituano, por primera vez desde 1795 con la caída y repartición del Gran Ducado. La actual República de Lituania se considera a sí misma sucesora del estado lituano nacido en 1918, considerando el período comprendido entre la ocupación soviética en 1940 y la Revolución Cantada entre 1989 y 1990 como una ocupación ilegal y no como una anexión.
Las fronteras de la Primera República de Lituania difieren ligeramente con respecto a las fronteras actuales de la moderna Lituania, sobre todo en el control de la capital, Vilna. Aunque al momento de declarar su independencia Lituania proclamó a la ciudad de Vilna como su capital (al haber sido la capital del Gran Ducado, el último estado lituano), la ciudad, realmente multiétnica fue puesta bajo control de la Segunda República Polaca, por lo que el gobierno lituano instaló su sede en la ciudad de Kaunas, aunque con el estatus de "Capital Temporal" y reclamando a Polonia el retorno de la soberanía sobre Vilna. Entre 1919 y 1938, Lituania rechazó mantener cualquier vínculo diplomático con Polonia hasta que el gobierno polaco entregara la ciudad. Aunque en 1938 Polonia emitió un ultimátum que forzó a Lituania a establecer relaciones diplomáticas, la constitución lituana continuó manteniendo su reclamo sobre Vilna.
Políticamente, entre 1918 y 1926 el gobierno lituano fue una democracia parlamentaria con un Seimas (Asamblea) electo y un presidente ceremonial. A diferencia de los otros dos estados bálticos, el partido más grande del país fue el Partido Demócrata Cristiano, mientras que en Estonia y Letonia en todas las elecciones de entreguerras el partido más votado fue el Socialdemócrata. El 17 de diciembre de 1926, luego de una debacle sufrida por la democracia cristiana en las elecciones parlamentarias de mediados de año, su líder, Antanas Smetona, ejecutó un golpe de Estado contra el gobierno de centroizquierda recientemente formado e instauró una dictadura autoritaria, con la Unión Nacional Lituana como único partido legal.
Al igual que las otras dos repúblicas bálticas, durante la década de 1930 la soberanía lituana se vio amenazada por las ambiciones expansionistas de la Unión Soviética y la Alemania nazi, a la que tuvo que ceder el 23 de marzo de 1939 el Territorio de Memel. Lituania simultáneamente debió afrontar conflictos territoriales con la vecina Polonia. Tras el estallido de la Segunda Guerra Mundial en 1939, de acuerdo con el Pacto Ribbentrop-Mólotov, Alemania y la Unión Soviética se dividieron Europa Oriental en esferas de influencia, quedando las repúblicas bálticas bajo influencia soviética. El 14 de junio de 1940, el gobierno soviético envió un ultimátum al gobierno lituano, que fue el primer país en ser invadido. Las tropas soviéticas entraron en Lituania al día siguiente, provocando la huida de Smetona y la instalación de un gobierno títere comunista, que proclamó la anexión de Lituania a la Unión como la República Socialista Soviética de Lituania. Lituania sería también la primera república soviética en recuperar su independencia, declarada en marzo de 1990.